# Lakkenahalli, Gudibanda
Lakkenahalli là một làng thuộc tehsil Gudibanda, huyện Kolar, bang Karnataka, Ấn Độ.